# Congrégation des ermites de Saint-Jean-Baptiste
La Congrégation des ermites de Saint-Jean-Baptiste est une congrégation religieuse fondée en Navarre.

## Histoire
Fondée à l'origine en Navarre au début du XVIIe siècle, le père Michel de Sainte-Sabine établit la congrégation en France vers 1630 à Monistrol-sur-Loire,.
Grégoire XIII confirme les institutions de la congrégation. Ses règles étaient très strictes. Les moines devaient rester dans une cellule isolée au centre d'une forêt, dormaient sur une planche avec une pierre pour chevet et ne se nourrir que de racines sauvages. 
Dans certains diocèses (Besançon, Lyon), les ermites, toujours deux ou trois par ermitages, tenaient petite école gratuite pour les enfants des villages. La congrégation existait aussi dans les diocèses de Langres, Toul, Liège, Cambrai, Metz, Le Puy-en-Velay. 